# Galileo (1975)
Galileo is een Brits-Amerikaanse dramafilm uit 1975 onder regie van Joseph Losey. Het scenario is gebaseerd op het toneelstuk Leben des Galilei (1945) van de Duitse auteur Bertolt Brecht.

## Verhaal
De Italiaan Galilei legde met zijn ontdekkingen de grondslag voor onze huidige natuurwetenschappen. Hij ontdekt door het werk van Copernicus dat de aarde niet het middelpunt van het heelal is. Vervolgens krijgt hij last met de Rooms-Katholieke Kerk.

## Rolverdeling
| Acteur              | Personage              |
| ------------------- | ---------------------- |
| Chaim Topol         | Galileo Galilei        |
| Edward Fox          | Kardinaal-inquisiteur  |
| Colin Blakely       | Priuli                 |
| Georgia Brown       | Vrouw van de minstreel |
| Clive Revill        | Minstreel              |
| Margaret Leighton   | Oudere hofdame         |
| John Gielgud        | Oude kardinaal         |
| Michael Gough       | Sagredo                |
| Michael Lonsdale    | Kardinaal Barberini    |
| Richard O'Callaghan | Fulganzio              |
| Tim Woodward        | Ludovico Marsili       |
| Judy Parfitt        | Angelica Sarti         |
| John McEnery        | Federzoni              |
| Patrick Magee       | Kardinaal Bellarminus  |
| Mary Larkin         | Virginia               |